# Макнил, Кэтрин
Кэтрин Макнил (англ. Catherine McNeil; род. 20 марта 1989, Брисбен, Квинсленд, Австралия) — австралийская топ-модель.

## Биография
Свою юность Макнил провела в Австралии в Брисбене и Голд-Косте. Она хотела быть механиком, школа никогда не интересовала её, ей больше нравилось проводить свободное время с машинами её отца, нежели делать домашнюю работу. В 2003 году, когда ей было четырнадцать лет, она оказалась на австралийском конкурсе по поиску моделей, который был организован журналом Girlfriend, который она выиграла. Она продолжала учиться в школе, принимая участия в неделях моды в Сиднее и снимаясь для рекламных кампаний.
В 17 лет она переехала в Сидней, чтобы быть ближе к её модельному агентству The Chic Model Agency. Затем она решила переехать в Нью-Йорк в сопровождении бабушки, чтобы построить свою карьеру.

## Карьера
В 2006 году Макнил подписала контракт на шесть месяцев с фотографом Марио Тестино, о котором, как заявляет модель, она никогда не слышала до их встречи прежде. Макнил расценивается как муза Марио Тестино.
К 2007 году модельная карьера Кэтрин Макнил достигла пика. Она была запечатлена в рекламах D&G, Versace, Donna Karan и Jean-Paul Gaultier. Она появилась на обложке французского и австралийского Vogue, V и Numéro. Макнил появлялась на многих высококлассных показах в сезоне осень/зима 2007, включая Shiatzy Chen, Balenciaga, Christian Dior, Fendi, Roberto Cavalli, Valentino, Versace, Louis Vuitton и Yves Saint Laurent. Также, она открывала показ для Givenchy. Style.com выбрал её, как одну из 10 лучших моделей сезона.
Её первой главной обложкой стала для журнала V, который предсказал, что она будет супермоделью. Её снимал Марио Тестино для пред-осенней кампании D&G в 2007 и для осенней кампании Hugo Boss в том же году. Она была также лицом осенней кампании Donna Karan. И приняла участие в рекламной кампании Versace вместе с Кейт Мосс в феврале 2007 года. Она открывала осенние показы Alexander McQueen, Alessandro Dellacqua, Givenchy и Missoni в Париже и в Милане и закрывала осенний показ Gucci в Милане. Она была включена в список сайта Style.com «Top Ten New Faces for fall 2007» (рус. 10 лучших новых лиц за осень 2007). Она появилась в рекламных кампаниях для Givenchy, Dior, Carolina Herrera, Gap, Narciso Rodriguez, Donna Karan, Uniqlo, Express, Louis Vuitton, Dolce & Gabbana, Hugo Boss, Printemps, Jean-Paul Gautier, Barneys New York, Versace и Hermès.
В июне/июле 2007 года она появилась на обложке французского Vogue, которую снимал Марио Тестино. Она была названа одной из главных девушек британского Vogue и моделей, которых нужно видеть в приближающемся сезоне. В сентябре 2007 года она открывала весенние показы для Carolina Herrera, Zac Posen, Thakoon и Preen на неделе моды в Нью-Йорке и закрывала весенний показ Max Mara в Милане.
В октябре 2007 она закрывала весенний показ Christian Dior в Париже. В 2008 году она приняла участие в фотосъёмке для французского Vogue и для календаря Пирелли, который снимал Патрик Демаршелье. Она стала лицом Jean-Paul Gaultier, заменив Джемму Уорд и обновила свой контракт с Hugo Boss. В течение января 2008 года она появилась на таких шоу высокой моды как Chanel, Christian Dior, Christian Lacroix, Givenchy и Jean-Paul Gaultier.
Она закрывала осенний показ Belstaff, Max Mara и Hermès на неделях моды в Милане и Париже. В 2008 году она появилась на обложке журнала Numéro дважды, а также на обложке австралийского Vogue. Французский Vogue назвал её топ-моделью, также она появилась в статьях для французского, немецкого, британского, американского, австралийского, итальянского и русского издания Vogue, i-D, Harper’s Bazaar, французского и японского Numéro, W и V.
Vogue Paris объявил её одной из 30 лучших моделей 2000-х.
Она приняла участие в фотосъёмке для календаря Пирелли 2010, который снимал Терри Ричардсон, съёмка проходила в Баие, Бразилия.

## Личная жизнь
В 2009 году она была запечатлена целующейся с Руби Роуз, виджейем австралийского MTV, во время вечеринки в Лос-Анджелесе. Ходили разговоры о помолвке, но позже стало известно, что 2 июля 2010 года она была отменена. У Макнил, однако, есть татуировка с инициалами Руби.